# Wienie Nillessen
Wienie Nillessen (Groesbeek, 5 december 1968) is een Nederlandse  voormalig voetballer die als doelman speelde.
Nillessen begon bij VV Germania in Groesbeek en kwam in 1985 in het hoogste jeugdelftal van N.E.C..
Op 17-jarige leeftijd maakte Nillessen op 28 september 1986 als jeugdspeler zijn debuut voor toenmalige eerstedivisionist N.E.C. in een competitiewedstrijd tegen FC Eindhoven, die met 6-2 verloren ging. Een week later werd de wedstrijd tegen SVV wel gewonnen, maar moest Nillessen drie keer 'vissen'. De bekerwedstrijd tegen DWV Amsterdam een week later ging echter ook weer verloren: 3-0.
Na deze verloren bekerwedstrijd kwam Nillessen niet meer aan spelen toe en in 1989 vertrok hij naar de amateurs van Achilles '29 uit zijn geboorteplaats. Later speelde hij nog voor Eendracht '30 uit het nabijgelegen Mook, waar hij na zijn loopbaan als doelman actief bleef als vrijwilliger.